# كافرة (كتاب)
كافرة أو كافر (بالإنجليزية: Infidel: My Life)‏ هو كتاب سيرة ذاتية من تأليف الناشطة الأمريكية من أصول صومالية آيان هرسي علي . نشر لأول مرة بالإنجليزية في 2007 وحقق أفضل المبيعات. وقد سبق وتم نشره باللغة الهولندية باسم حريتي في 2006 وقد حقق نجاحا كبيرا في هولندا. تحكي فيه المؤلفة عن شبابها في السعودية والصومال وإثيوبيا وكينيا وهروبها إلى هولندا وطلبها اللجوء السياسي وحياتها البرلمانية ومقتل ثيو فان جوخ بعد اشتراكهما في إنتاج فيلم الخضوع.